# Internazionali d'Italia 2020 - Qualificazioni singolare femminile
Le qualificazioni del singolare degli Internazionali d'Italia 2020 sono state un torneo di tennis preliminare per accedere alla fase finale della manifestazione. Le vincitrici dell'ultimo turno sono entrate di diritto nel tabellone principale. In caso di ritiro di una o più giocatrici aventi diritto a queste sono subentrate le lucky loser, ossia le giocatrici che hanno perso nell'ultimo turno ma che avevano una classifica più alta rispetto alle altre partecipanti che avevano comunque perso nel turno finale.

## Teste di serie
1. Bernarda Pera (spostata nel tabellone principale)
2. Anna Blinkova (qualificata)
3. Lauren Davis (primo turno)
4. Arantxa Rus (qualificata)
5. Zarina Dijas (primo turno)
6. Dar'ja Kasatkina (qualificata)
7. Irina-Camelia Begu (qualificata)
8. Christina McHale (primo turno)

1. Nao Hibino (primo turno)
2. Misaki Doi (qualificata)
3. Patricia Maria Țig (impegnata nella semifinale dell'Istanbul Cup 2020)
4. Danka Kovinić (qualificata)
5. Tímea Babos (ultimo turno)
6. Aliona Bolsova (qualificata)
7. Leylah Fernandez (primo turno)
8. Anna-Lena Friedsam (ultimo turno)

## Qualificate
1. Misaki Doi
2. Anna Blinkova
3. Kaja Juvan
4. Arantxa Rus

1. Aliona Bolsova
2. Dar'ja Kasatkina
3. Irina-Camelia Begu
4. Danka Kovinić

## Tabellone

### Legenda
| - Q = Qualificato - WC = Wild card - LL = Lucky loser | - ALT = Alternate - SE = Special Exempt - PR = Protected Ranking | - w/o = Walkover - r = Ritirato - d = Squalificato |

### Sezione 1
|  | Primo turno | Primo turno      | Primo turno | Primo turno | Primo turno |  |  | Ultimo turno | Ultimo turno | Ultimo turno | Ultimo turno | Ultimo turno |  |
|  |             |                  |             |             |             |  |  |              |              |              |              |              |  |
|  | BYE         |                  |             |             |             |  |  |              |              |              |              |              |  |
|  | BYE         | BYE              | BYE         | BYE         | BYE         |  |  |              | BYE          | BYE          | BYE          | BYE          |  |
|  |             | Martina Trevisan | 4           | 7           | 3           |  |  | 10           | Misaki Doi   | Misaki Doi   | Misaki Doi   | Misaki Doi   |  |
|  | 10          | Misaki Doi       | 6           | 64          | 6           |  |  |              |              |              |              |              |  |

### Sezione 2
|  | Primo turno | Primo turno      | Primo turno   | Primo turno   | Primo turno   |  |  | Ultimo turno | Ultimo turno    | Ultimo turno    | Ultimo turno | Ultimo turno |  |
|  |             |                  |               |               |               |  |  |              |                 |                 |              |              |  |
|  | 2           | Anna Blinkova    | Anna Blinkova | Anna Blinkova | Anna Blinkova |  |  |              |                 |                 |              |              |  |
|  |             | BYE              | BYE           | BYE           | BYE           |  |  | 2            | Anna Blinkova   | Anna Blinkova   | 7            | 6            |  |
|  |             | Stefanie Vögele  | 2             | 6             | 7             |  |  |              | Stefanie Vögele | Stefanie Vögele | 5            | 3            |  |
|  | 15          | Leylah Fernandez | 6             | 2             | 5             |  |  |              |                 |                 |              |              |  |

### Sezione 3
|  | Primo turno | Primo turno   | Primo turno  | Primo turno | Primo turno |  |  | Ultimo turno | Ultimo turno  | Ultimo turno  | Ultimo turno | Ultimo turno |  |
|  |             |               |              |             |             |  |  |              |               |               |              |              |  |
|  | 3           | Lauren Davis  | Lauren Davis | 4           | 1           |  |  |              |               |               |              |              |  |
|  |             | Kaja Juvan    | Kaja Juvan   | 6           | 6           |  |  |              | Kaja Juvan    | Kaja Juvan    | 6            | 6            |  |
|  | WC          | Melania Delai | 4            | 6           | 6           |  |  | WC           | Melania Delai | Melania Delai | 2            | 3            |  |
|  | 9           | Nao Hibino    | 6            | 3           | 4           |  |  |              |               |               |              |              |  |

### Sezione 4
|  | Primo turno | Primo turno            | Primo turno        | Primo turno | Primo turno |  |  | Ultimo turno | Ultimo turno | Ultimo turno | Ultimo turno | Ultimo turno |  |
|  |             |                        |                    |             |             |  |  |              |              |              |              |              |  |
|  | 4           | Arantxa Rus            | Arantxa Rus        | 6           | 6           |  |  |              |              |              |              |              |  |
|  |             | Ljudmila Samsonova     | Ljudmila Samsonova | 1           | 3           |  |  | 4            | Arantxa Rus  | Arantxa Rus  | 6            | 6            |  |
|  |             | Giulia Gatto-Monticone | 3                  | 6           | 2           |  |  | 13           | Tímea Babos  | Tímea Babos  | 0            | 1            |  |
|  | 13          | Tímea Babos            | 6                  | 1           | 6           |  |  |              |              |              |              |              |  |

### Sezione 5
|  | Primo turno | Primo turno     | Primo turno    | Primo turno | Primo turno |  |  | Ultimo turno | Ultimo turno    | Ultimo turno    | Ultimo turno | Ultimo turno |  |
|  |             |                 |                |             |             |  |  |              |                 |                 |              |              |  |
|  | 5           | Zarina Dijas    | 5              | 6           | 3           |  |  |              |                 |                 |              |              |  |
|  |             | Anna Kalinskaja | 7              | 2           | 6           |  |  |              | Anna Kalinskaja | Anna Kalinskaja | 2            | 2            |  |
|  | WC          | Jessica Pieri   | Jessica Pieri  | 1           | 1           |  |  | 14           | Aliona Bolsova  | Aliona Bolsova  | 6            | 6            |  |
|  | 14          | Aliona Bolsova  | Aliona Bolsova | 6           | 6           |  |  |              |                 |                 |              |              |  |

### Sezione 6
|  | Primo turno | Primo turno        | Primo turno        | Primo turno        | Primo turno        |  |  | Ultimo turno | Ultimo turno       | Ultimo turno       | Ultimo turno | Ultimo turno |  |
|  |             |                    |                    |                    |                    |  |  |              |                    |                    |              |              |  |
|  | 6           | Dar'ja Kasatkina   | Dar'ja Kasatkina   | 6                  | 6                  |  |  |              |                    |                    |              |              |  |
|  |             | Arina Rodionova    | Arina Rodionova    | 0                  | 1                  |  |  | 6            | Dar'ja Kasatkina   | Dar'ja Kasatkina   | 6            | 6            |  |
|  |             | Gabriela Dabrowski | Gabriela Dabrowski | Gabriela Dabrowski | Gabriela Dabrowski |  |  |              | Gabriela Dabrowski | Gabriela Dabrowski | 2            | 2            |  |
|  |             | BYE                |                    |                    |                    |  |  |              |                    |                    |              |              |  |

### Sezione 7
|  | Primo turno | Primo turno         | Primo turno         | Primo turno | Primo turno |  |  | Ultimo turno | Ultimo turno       | Ultimo turno       | Ultimo turno | Ultimo turno |  |
|  |             |                     |                     |             |             |  |  |              |                    |                    |              |              |  |
|  | 7           | Irina-Camelia Begu  | Irina-Camelia Begu  | 6           | 6           |  |  |              |                    |                    |              |              |  |
|  |             | Sara Errani         | Sara Errani         | 1           | 3           |  |  | 7            | Irina-Camelia Begu | Irina-Camelia Begu | 6            | 6            |  |
|  |             | Martina Di Giuseppe | Martina Di Giuseppe | 3           | 2           |  |  | 16           | Anna-Lena Friedsam | Anna-Lena Friedsam | 1            | 1            |  |
|  | 16          | Anna-Lena Friedsam  | Anna-Lena Friedsam  | 6           | 6           |  |  |              |                    |                    |              |              |  |

### Sezione 8
|  | Primo turno | Primo turno      | Primo turno    | Primo turno | Primo turno |  |  | Ultimo turno | Ultimo turno   | Ultimo turno | Ultimo turno | Ultimo turno |  |
|  |             |                  |                |             |             |  |  |              |                |              |              |              |  |
|  | 8           | Christina McHale | 6              | 4           | 5           |  |  |              |                |              |              |              |  |
|  |             | Katarzyna Kawa   | 4              | 6           | 7           |  |  |              | Katarzyna Kawa | 6            | 4            | 3            |  |
|  |             | Ulrikke Eikeri   | Ulrikke Eikeri | 2           | 1           |  |  | 12           | Danka Kovinić  | 3            | 6            | 6            |  |
|  | 12          | Danka Kovinić    | Danka Kovinić  | 6           | 6           |  |  |              |                |              |              |              |  |